# Valencia Cocktail
El Valencia fou un còctel elaborat per Johnny Hansen, bartender al Valencia Bar d'Essen, Alemanya. Va guanyar el primer premi al primer Congrés Internacional de Cocteleria, celebrat a Viena el març del 1927.
La recepta original estava formada per bíter de taronja, un terç de suc de taronja i dos terços de brandi de bresquilla. Posteriorment es publicaria als manuals de cocteleria una variant a la que s'incloïa xampany al gust.